# منجم غارتزوايلر
منجم غارتزوايلر  (بالألمانية: Tagebau Garzweiler) هو منجم فحم بني تمتلكه شركة «أر دبليو إي باور» التي تنتج الكهرباء في ألمانيا في عدة محطات كهربائية. المنجم هو منجم سطحي، أي لا يحتاج إلى حفر آبار تحت الأرض، وانما يوجد الفحم سطحيا بحيث يستخرج من دون حفر. وتستخدم الشركة آلات ضخمة جدا لاستخراج الفحم من على السطح.
تقع منطقة غارتزوايلر في ألمانيا شمال ولاية راينلاند وفي وادي نهر الروهر، وتمتد منطقة استخراج الفحم بمسحة تقدر بنحو 66 كيلومتر مربع، قابلة للتوسيع. وهذا يتطلب إزالة بعض القرى الصغيرة الموجودة في المنطقة، ونقل سكانها إلى مناطق أخرى.
تقع منطقة منجم غارتزوايلر بين المدن بيدبورغ ويوخن ومونشنغلادباخ.

## تاريخه

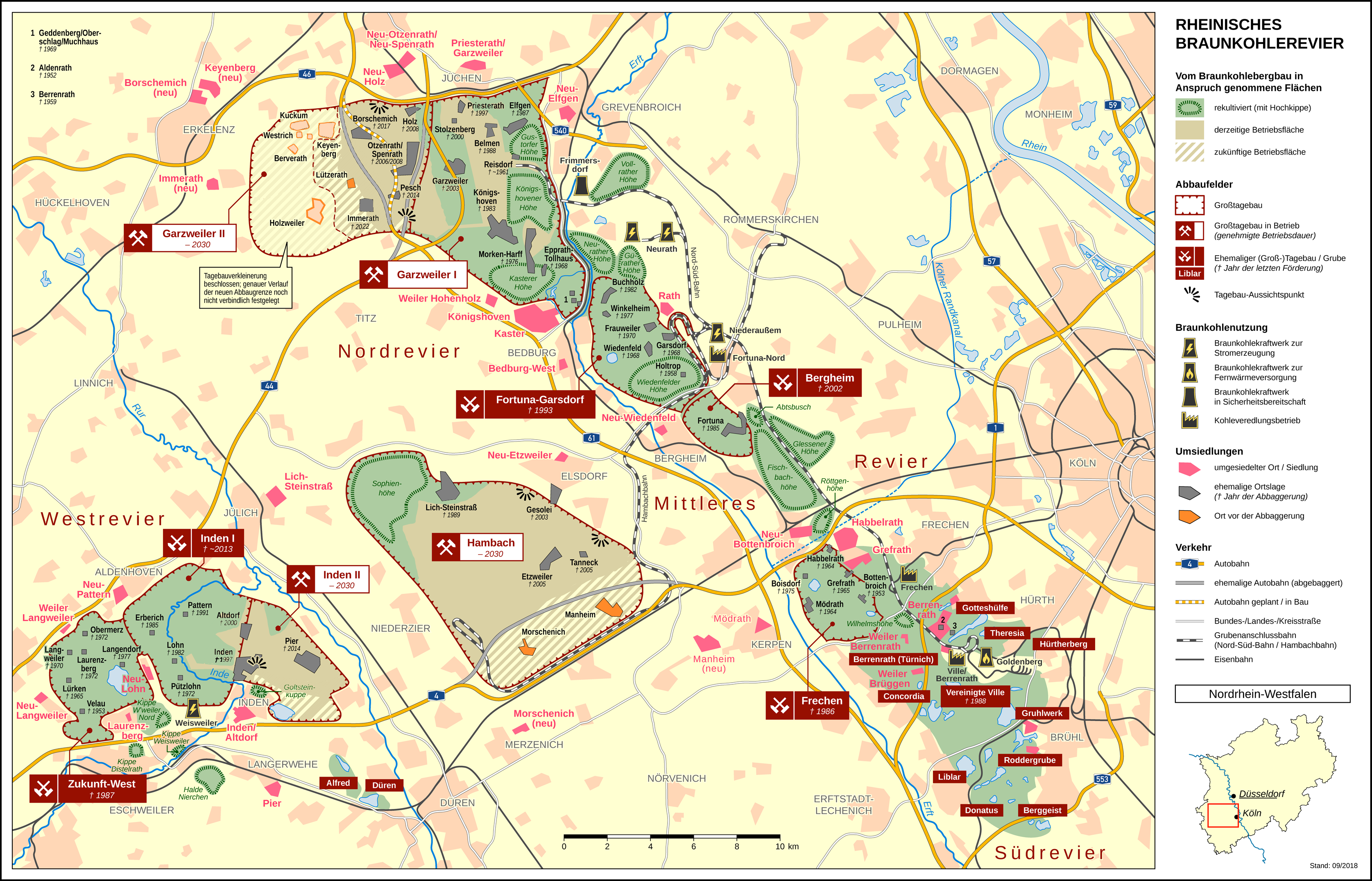
مناجم الفحم في ولاية راينلاند.

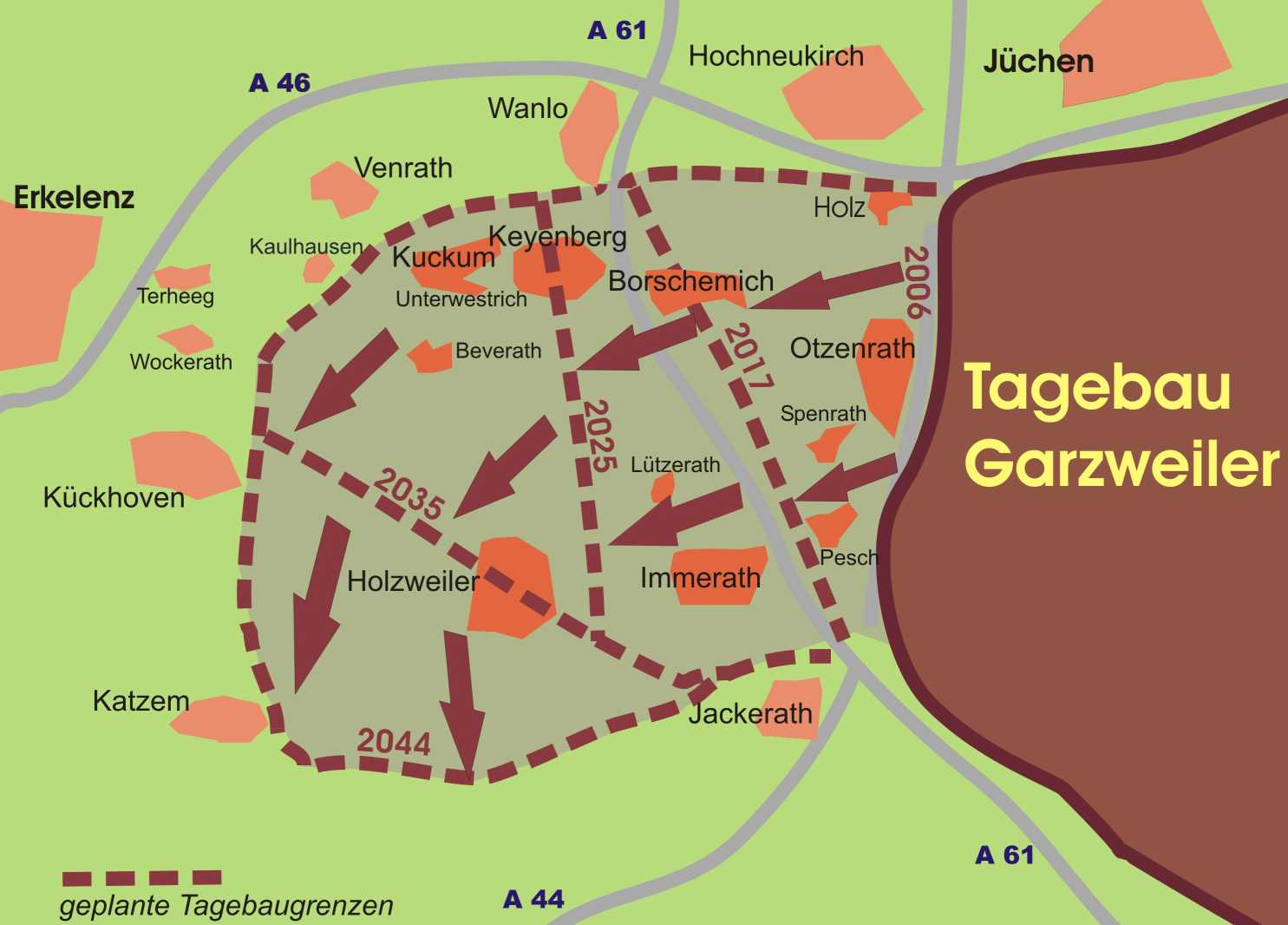
منطقة غارتزوايلر 2 والقري التي سوف تنزاح.

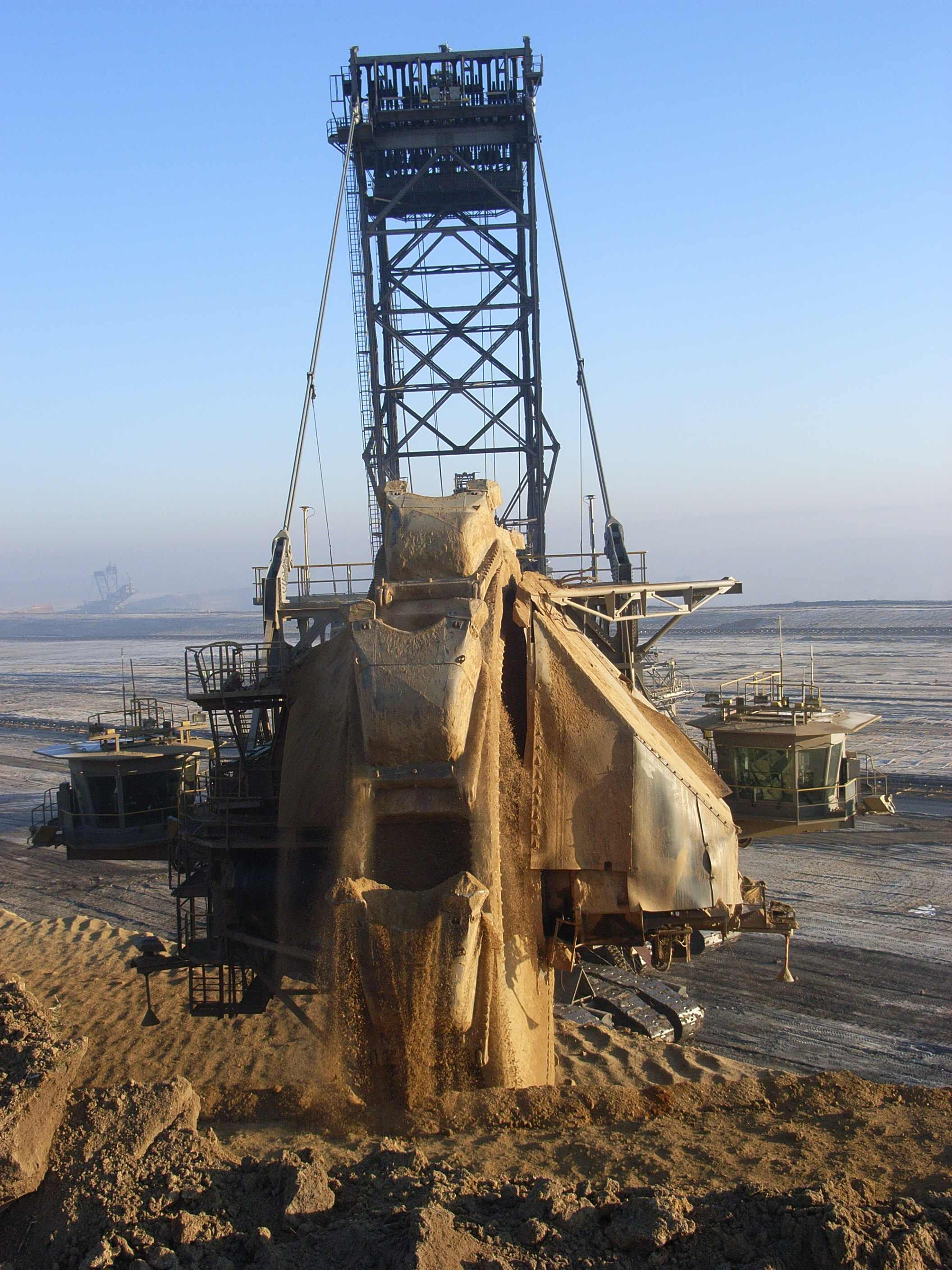
حفارة الفحم " غارتزوايلر 288".

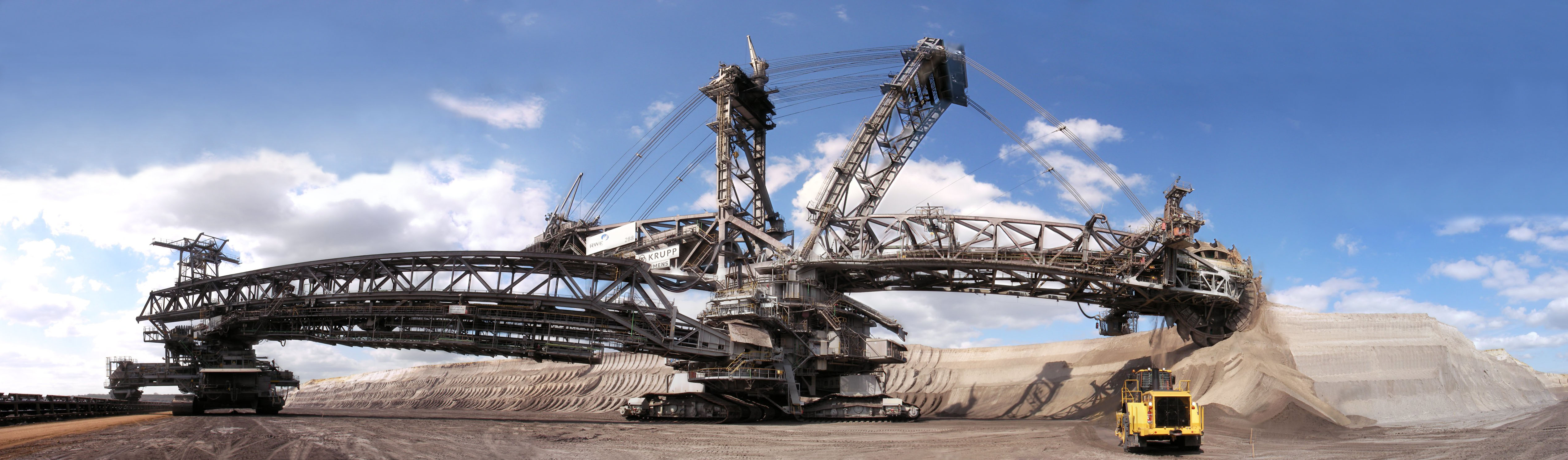
حفارة الفحم "غارتزوايلر 288 " أثناء العمل.

بدأ استخراج الفحم البني من منجم غارتزوايلر 1 الكبير في عام 1983 بضم منجمي فريمرزدورف الجنوبي ومنجم فريمرزدورف-كغرب. وكان حقل فريمرزدورف الجنوبي نفسه عبارة عن ضم حقلي «نيورات» و«هيك» وكان ذلك في عام 1960 بعد بدء عملهما في القرن التاسع عشر.

وكانت شركة آر دبليو إي باور تستخرج الفحم من غارتزوايلر 1 و 2 . يشمل منجم غارتزوايلر 1 66 كيلومتر مربع وتقع شرقا من الطريق السريع A 44، واما حقل منجم
غارتزوايلر 2 فهي تقع غرب هذا الطريق السريع وتبلغ مساحتها 18 كيلومتر مربع.
وفي 31 مارس 1995 قررت حكومة ولاية نوردراين-وستفاليا السماح للشركة باستغلال منجم غارتزواير 2 أيضا. كما سمحت للشركة بإزالة القرى الموجودة في المنطقة ونقلهم على نفقتها وتعويضهم عن بيوتهم إلى مناطق أخرى.
بسبب برنامج الحكومة الاتحادية خفض تسريبات ثاني أكسيد الكربون بغرض المحافط على البيئة، خفضت الشركة من المساحة المستغلة مما حمى بعض القرى من الانهيار.
ثم حدثت وقائع المفاعلات اليابانية في فوكوشيما في عام 2011، فاضطرت الحكومة الاتحادية لاعلان برنامجها لغلق المفاعلات النووية بالتوالي حتى سنة 2020 . وقد فتح هذا الباب ثانيا للاستغلال الكثيف لمنجم غارتزوايلر.

## جيولوجيا المنجم
تقدر كمية الفحم البني الموجودة في غارتزوايلر 2 بنحو 3و1 مليار طن. وقد نشأ الفحم من غابات ومناطق كانت مغطاة بالخث في القديم قبل نحو 30 مليون سنة. وكانت منطقة خليج الراين السفلى معرضة إلى هبوط مستمر عبر العصور الجيولوجية مما سمح لتراكم الترسيبات إلى نحو 1300 متر في عمقها. تكونت تلك الترسيبات من بحر الشمال ومن أنهار عديدة كانت في المنطقة، ويوجد بها الآن طبقة فحم بني يبلغ سمكها أكثر من 100 متر.

## اقرأ أيضا
- حفارة فحم
- حفارة 1452